# Palaeoprionodon
Palaeoprionodon és un gènere extint de mamífers eluroïdeus que visqueren a l'Europa occidental durant l'Oligocè superior, fa entre 23,2 i 23,9 milions d'anys. Se n'han trobat restes fòssils a les fosforites del Carcí (França). L'anatomia del crani recorda clarament les genetes d'avui en dia i fa pensar que tenien una dieta similar, composta majoritàriament de vertebrats menuts. Són els feliformes més antics coneguts amb l'estructura de l'orella típica dels vivèrrids La morfologia general de les dents és com la de Mioprionodon. El nom genèric Palaeoprionodon significa ‘Prionodon antic’.